# Гомберг, Мозес
Мозес (Моисей) Го́мберг (Mozes Gomberg; 1866, Елисаветград — 1947, Анн-Арбор, Мичиган, США) — американский химик-органик, известный как «отец химии радикалов» (The Father of Radical Chemistry). Родился в Елисаветграде Херсонской губернии 27 января [8 февраля] 1866 года. Родители: сын купца Гершко Гомберг и дочь купца Марьям-Этель Резникова. Еврейский погром в апреле 1881 г. заставил задуматься об эмиграции и в 1884 г., когда Мозес окончил гимназию, Гомберги переехали в США.
В 1886—1890 годах учился в Мичиганском университете. В 1894 году защитил там диссертацию. В 1896—1897 гг. работал совместно с А. Байером и И. Тиле в Мюнхене и В. Мейером в Гейдельберге. С 1897 г. и до выхода на пенсию в 1936 году продолжал работу в Мичиганском университете. Был главой химического факультета в  1927—1936 годах и президентом Американского химического общества в 1931 году. Семь раз был номинирован на Нобелевскую премию.
Основные труды по химии свободных радикалов. В 1900 году открыл существование трифенилметильных радикалов. В 1924 году разработал способ получения диарилов из ароматических соединений. Создал первый пригодный для использования антифриз для автомобилей.